# علي عبد الرحمن جحاف
علي عبد الرحمن جحاف هو شاعر يمني. ولد عام 1944 في قرية الشرف في محافظة حجة. درس القرآن الكريم، والتحق بمدارس منطقته، وبعد أن أتم المرحلة الإعدادية سافر إلى مصر ومكث فيها سنتين. عمل في سكرتارية المجلس الوطني، وانتخب في مجلس الشورى. أجاد الشعر الفصيح والشعبي والغنائي والحميني. له إصدارات أدبية. وهو عضو في اتحاد الأدباء والكتاب اليمنيين.